# Elbert Imre
Elbert Imre, született Elbert Ferenc (Pest, 1867. február 27. – Budapest, 1897. augusztus 29.) zongoraművész, zeneszerző.

## Élete
Elbert Ferenc színész, kardalnok és Bőhm Mária fia. Már tizennégy éves korától a Zeneakadémián tanult, ahol a zongora tanszakot Erkel Ferencnél, majd Liszt Ferenc tanítványaként végezte. A Zeneakadémia elvégzése után 1887-ben a zongora melléktanszak segédtanára lett, majd az Operaházhoz kapott kinevezést mint korrepetitor. Súlyos idegrendszeri betegsége miatt végül mindkét állásából szabadságolták. Egyetlen dalművét, amelynek Tamora a címe, 1895. október 4-én mutatták be az Operaházban. Írt még melodrámát, vegyeskari művet is. Huszonkilenc éves korában hunyt el.